# Gedenkstätte Mednoje

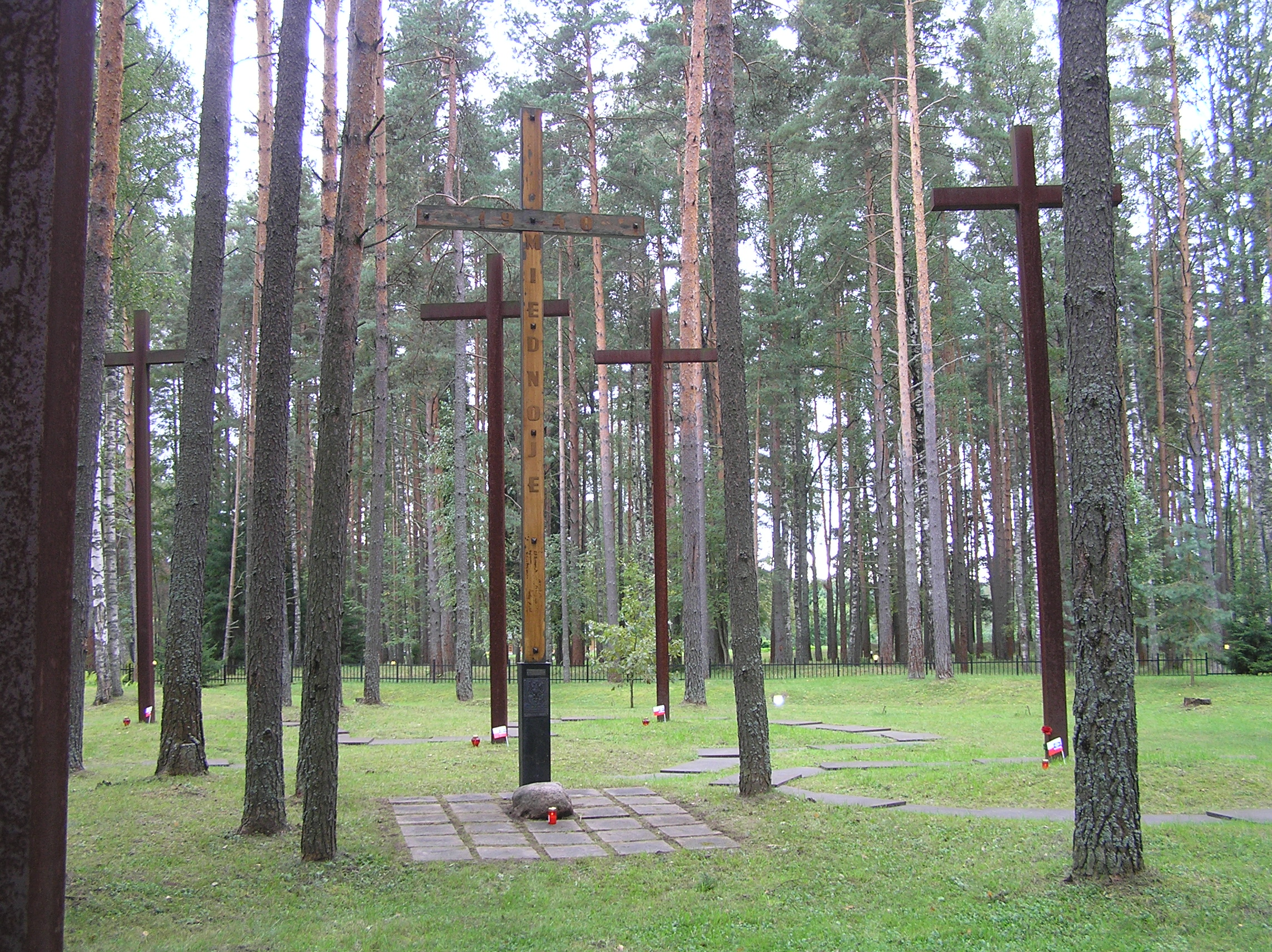
Gedenkstätte Mednoje

Die Gedenkstätte Mednoje (russisch Государственный мемориальный комплекс „Медное“) ist eine staatliche russische Gedenkstätte. Sie liegt nordwestlich der Ortschaft Mednoje, südlich deren Ortsteils Jamok (russisch Ямок), in einem Waldgebiet am linken Ufer der Twerza. Sie wurde im Jahre 2000 eröffnet.
Hier befindet sich das frühere Gelände des NKWD mit Massengräbern von Opfern des Großen Terrors – aus den Jahren 1937 bis 1938 – sowie eines Teils der Opfer der Massenmorde an polnischen Staatsbürgern 1940.